# Hjulbenthet
Hjulbenthet, även kallat O-benthet och varusvackling, är en deformitet i benen som kännetecknas av att det uppstår ett avstånd mellan knäna då individen står med fötterna bredvid varandra och parallellt med varandra. Det finns flera faktorer som kan bidra till hjulbenthet, och ibland uppträder det utan känd orsak. Artros, stressfrakturer och trauma är vanliga orsaker, och hos barn förekommer ibland en så kallad fysiologisk hjulbenthet som ofta kan växa bort spontant. Även benskörhetssjukdomar som engelska sjukan kan ge upphov till hjulbenthet. Detta var en vanlig orsak till tillståndet även i Sverige förr i tiden. 
På grund av hjulbentheten kommer en större del av belastningen från överkroppen att hamna på knäledens insida, vilket kan leda till förslitningsskador. Behandlingen är ofta operativ, och kan utgöras antingen av en så kallad valgiserande osteotomi, där man tar bort en benkil för att utjämna belastningen i knät, och dels av en protesoperation där knäleden byts ut mot en protes.